# Прозоров, Игорь Викторович
Игорь Викторович Прозоров (род. 29 апреля 1980, г. Курган, Курганская область) — российский государственный и партийный деятель, член Курганского регионального политического совета партии «Единая Россия», Председатель Курганской городской Думы (c 2019 года), временно исполняющий полномочия Главы города Кургана (в 2019 году). Директор ООО «Юнион Комплект», президент Фонда развития города Кургана, член Всероссийского совета местного самоуправления.

## Биография
Игорь Викторович Прозоров родился 29 апреля 1980 года в городе Кургане Курганской области.
В 1986—1996 годах учился в средней школе № 50.
В 1996—1997 годах работал в Телерадиокомпании «Гриф» дежурным по эфиру на «Русском радио».
В 2002 году с красным дипломом окончил юридический факультет Курганского государственного университета. Во время учёбы в университете некоторое время работал специалистом юридического отдела «Уральского экономического арбитража», заместителем начальника юридического отдела «Уральского экономического арбитража».
С 2002 года генеральный директор ООО «Юнион Комплект».
В 2004 году вступил в партию «Единая Россия». Член регионального политического совета ВПП «Единая Россия». Секретарь ПО № 106 Курганского МО.
В ноябре 2004 года был избран депутатом Курганской городской Думы IV созыва от округа № 25 (пос. Рябково и пос. Сиреневый). В 2005 году избран председателем комиссии по муниципальной собственности в городской Думе.
В 2005 году окончил экономический факультет Курганского государственного университета по специальности «Финансы и кредит».
В 2007 году учредил Фонд развития города Кургана.
В 2009 году избран депутатом Курганской городской Думы V созыва от округа № 25. Был председателем комиссии по бюджету, налогам и сборам.
В 2010 году присуждена ученая степень кандидат юридических наук в Уральской государственной юридической академии. Тема диссертации: «Закрепление института собственности в конституционном праве России».
В 2014 году избран депутатом Курганской городской Думы VI созыва от округа № 25. Избран заместителем председателя Курганской городской Думы. Возглавлял комиссию по бюджету налогам и сборам.
С 2017 года председатель общественного совета проекта «Формирование комфортной городской среды» по Курганской области, .
4 марта 2019 года, состоялось внеочередное заседание Курганской городской Думы, на котором было рассмотрено заявление Главы города Кургана Сергея Владимировича Руденко о досрочном прекращении полномочий Главы города Кургана и депутата Курганской городской Думы VI созыва по одномандатному избирательному округу № 23 в связи с отставкой по собственному желанию. В соответствии с ч. 7 ст. 36 № 131-ФЗ «Об общих принципах местного самоуправления» и ч. 3 ст. 32 Устава города Кургана временно исполняющим полномочия Главы города Кургана до вступления в должность вновь избранного Главы города Кургана назначен заместитель председателя Курганской городской Думы Игорь Прозоров.
С 5 марта по 5 апреля 2019 года исполнял полномочия Главы города Кургана. 5 апреля 2019 года на внеочередном заседании Курганской городской Думы Андрей Юрьевич Потапов избран Главой города Кургана, а Игорь Прозоров был назначен исполняющим обязанности Председателя Курганской городской Думы.
В Единый День голосования 8 сентября 2019 года избран депутатом Курганской городской Думы VII созыва от округа № 12 (пос. Рябково (восточная часть), пос. Восточный (северная часть) и пос. Сиреневый).
23 сентября 2019 года избран председателем Курганской городской Думы. Было предложено две кандидатуры — Игорь Прозоров от «Единой России» и Виктор Леонидович Зырянов от КПРФ. На заседании присутствовали 25 из 26 депутатов. Не было только депутата Натальи Михайловны Воробьевой. За Прозорова голоса отдал 21 депутат, за Зырянова — 4.

## Награды
- Благодарность Полномочного представителя Президента Российской Федерации в Уральском федеральном округе, май 2018 года, за активную гражданскую позицию и большой вклад в укрепление единства российского общества[5].
- Благодарственное письмо заместителя Губернатора Курганской области, 2009 год.
- Благодарственное письмо Главы города Кургана, 2006 год, 2007 год и 2009 год.
- Благодарственное письмо Руководителя администрации города Кургана, 2007 год.
- Нагрудный знак «За плодотворное взаимодействие во благо Русской Православной Церкви», 2013 год.
- Юбилейная Архиерейская грамота за помощь в восстановлении Вознесенской церкви с. Костылево Куртамышского района Курганской области, 2013 год.

## Семья
У Игоря Прозорова двое детей.
Отец Виктор Николаевич, владелец ООО «Юнион Комплект». Мать Надежда Аркадьевна. Брат Олег (род. 17 мая 1987 года) — депутат Курганской городской Думы V и VI созыва от округа № 22, VII созыва от округа № 11.